# Entenfang Boye und Bruchbach
Entenfang Boye und Bruchbach este o arie protejată (sit de importanță comunitară — SCI) din Germania întinsă pe o suprafață de 297,41 ha, integral pe uscat.

## Localizare
Centrul sitului Entenfang Boye und Bruchbach este situat la coordonatele 52°41′30″N 10°00′47″E / 52.6917°N 10.0131°E.

## Înființare
Situl Entenfang Boye und Bruchbach a fost declarat sit de importanță comunitară în ianuarie 2005 pentru a proteja 6 specii de animale.

## Biodiversitate
Situată în ecoregiunea atlantică, aria protejată conține 6 habitate naturale: Ape stătătoare oligotrofe până la mezotrofe, cu vegetație de Littorelletea uniflorae și/sau de Isoëto-Nanojuncetea, Cursuri de apă de la nivel de câmpie la nivel montan, cu vegetație Ranunculion fluitantis și Callitricho-Batrachion, Liziere de ierburi înalte hidrofile de câmpie și de nivel montan până la alpin, Mlaștini turboase de tranziție și turbării mișcătoare, Mlaștini împădurite, Păduri aluvionare cu Alnus glutinosa și Fraxinus excelsior (Alno-Padion, Alnion incanae, Salicion albae).
La baza desemnării sitului se află mai multe specii protejate:
- mamifere (1): vidră de râu (Lutra lutra)
- nevertebrate (1): Ophiogomphus cecilia
- pești (4): Cobitis taenia Complex, Lampetra fluviatilis, cicar (Lampetra planeri), țipar (Misgurnus fossilis)

Pe lângă speciile protejate, pe teritoriul sitului au mai fost identificate 6 specii de plante.